# Sapienza di Gesù Cristo
La Sapienza di Gesù Cristo o Sofia di Gesù Cristo (latino: Sophia Jesu Christi) è un vangelo gnostico, scritto in lingua copta tra il I e il III secolo. In esso Gesù, già risorto, prima di ascendere al cielo istruisce gli apostoli sulle verità celesti. Mancano accenni sulla vita biografica di Gesù.
Ritenuto perduto, nel 1945 ne è stata ritrovata una copia tra i Codici di Nag Hammadi, in un manoscritto in copto datato al IV secolo (Codice Akhmim) e alcuni frammenti in greco risalenti al III secolo.
Non va confuso con un altro vangelo gnostico, il Pistis Sophia.